# Frontiera Nord
La Frontiera Nord o, per esteso, il sistema difensivo italiano alla Frontiera Nord verso la Svizzera, impropriamente nota come Linea Cadorna, è un complesso di opere di difesa permanenti posto a protezione della Pianura Padana e dei suoi principali poli economici e produttivi: Torino, Milano e Brescia.
Il sistema fu progettato e realizzato tra il 1899 e il 1918 con lo scopo dichiarato di proteggere il territorio italiano da un possibile attacco proveniente d'oltralpe condotto dalla Francia, dalla Germania o dall'Austria-Ungheria violando la neutralità del territorio svizzero o, ipotesi meno probabile, da una possibile invasione della Pianura Padana da parte della stessa Confederazione Svizzera.

## Storia della Frontiera Nord
Sin dal 1862, subito dopo la nascita del Regno d'Italia, lo Stato Maggiore dell'Esercito Italiano si pose il problema della necessità di proteggere il territorio italiano fortificandone i confini, e in particolare quelli italo-elvetici, con una serie di forti muniti di batterie per bloccare eventuali tentativi di invasione lungo la dorsale delle val d'Ossola-Lago Maggiore-Ceresio-Lago di Como, con particolare attenzione alle grandi direttrici alpine del Gran San Bernardo, del Sempione, del Gottardo, dello Spluga, del Maloja, del Bernina, dello Stelvio e del Tonale. Il progetto rimase a lungo sulla carta a causa delle difficoltà finanziarie che per anni tormentarono il nuovo Stato.
Nel 1871 il confine verso la Svizzera fu reinserito nel nuovo progetto di difesa dello Stato per poi essere nuovamente rigettato nel 1882, quando il Comitato di Stato Maggiore Generale si dichiarò contrario all'idea, essendo improbabile una violazione austriaca del territorio svizzero, e poco realistico un eventuale attacco tedesco, anche in base agli accordi diplomatici con Germania e Austria-Ungheria sfociati con la Triplice Alleanza. Ciononostante, i progetti furono ripresi, accantonati e portati avanti stancamente fino al 1911, quando l'Ufficio Difesa dello Stato formulò un nuovo schema di difesa alla frontiera elvetica, lungo le Alpi Orobiche e il saliente ticinese della val d'Ossola.
Così dopo alcuni studi eseguiti dalle autorità militari, il 18 aprile 1911 lo Stato Maggiore affidò i lavori alla Direzione Lavori Genio Militare Milano, che si preoccupò inizialmente di allestire lo sbarramento Mera-Adda con la costruzione del Forte Montecchio Nord. I lavori continuarono a singhiozzo, fino allo scoppio della Grande Guerra per essere poi completati con urgenza a ostilità incominciate.
Le intenzioni diplomatiche italiane furono tenute segrete fino al 24 maggio 1915, quando il Regno d'Italia uscì dalla neutralità per dichiarare guerra all'ex alleato austro-ungarico. Nel settembre dello stesso anno il generale Carlo Porro rese nota al capo di stato maggiore Luigi Cadorna la concreta possibilità di un'invasione tedesca della Svizzera, che sarebbe potuta sfociare in un dilagare di truppe nemiche nella Pianura Padana e nel cuore industriale di Milano.
Cadorna decise di riprendere il vecchio progetto del 1882, e con le opportune modifiche ordinò di allestire una imponente linea fortificata estesa dalle valli ossolane fino ai passi orobici. Ne fanno parte molte strade, mulattiere, sentieri, trincee, postazioni d'artiglieria, osservatori, ospedali da campo, centri di comando e strutture logistiche, il tutto realizzato ad alte quote dai 600 fino a oltre 2.000 metri.
Una stima dell'opera cita: 72 km di trincee, 88 postazioni di artiglierie (11 in caverna), 25.000 metri quadrati di baraccamenti, 296 chilometri di strade e 398 chilometri di mulattiere, per un costo di oltre 105 milioni di lire (circa 150 milioni di euro odierni) e il contributo di 40.000 uomini. Questo complesso di opere non venne mai utilizzato. Le fortificazioni, all'inizio della guerra, vennero presidiate ma ben presto, e in particolare dopo la disfatta di Caporetto, la linea venne abbandonata.

### La costruzione della linea

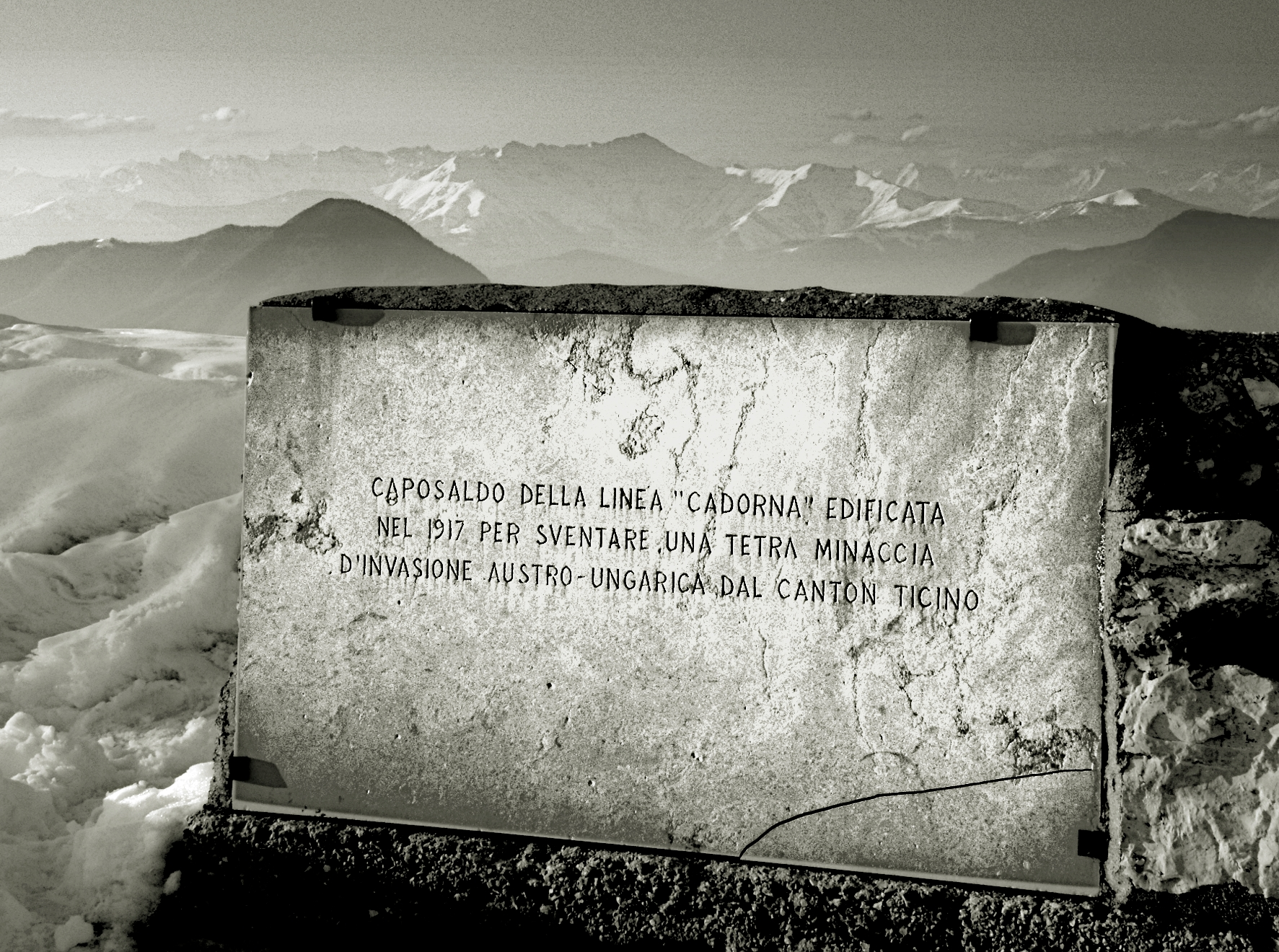
Appostamento della Frontiera Nord sul Monte Campo dei Fiori in provincia di Varese

Nel settembre 1915, Porro esponeva a Cadorna la possibilità di azioni al confine svizzero dove si trovavano solo otto battaglioni di Milizia Territoriale, oltre alle guardie confinarie. Una ipotetica invasione della Lombardia da parte degli Imperi Centrali, dalla neutrale Svizzera, un attacco alla zona industriale di Milano e quindi al maggiore apparato produttivo italiano, spinse il Governo italiano a ricominciare la costruzione a pieno ritmo della linea difensiva.
I lavori vennero appaltati a parecchie ditte tra le quali molte varesine, le quali lavorarono così bene che ottennero commesse anche per le fortificazioni nel Veneto. Dopo la dichiarazione di guerra alla Germania il 27 agosto 1916, l'Italia aveva ormai terminato i lavori, e creato un apposito Comando a cui affidare l'esecuzione dei lavori e l'organizzazione dell'afflusso di reparti in caso di emergenza.
La frontiera italo-svizzera venne divisa in 6 settori: Val D'Aosta, Sempione-Toce, Verbano-Ceresio, Ceresio-Lario, S.Lucio-S.Iorio e Mera-Adda.
- Valle d'Aosta: l'ottocentesco sbarramento di Bard fu integrato con alcune postazioni nella conca di Etroubles allo scopo di impedire il passaggio dal colle del Gran San Bernardo[6], ma l'improbabile manovra nemica nel settore ne limitò i lavori.
- Toce-Verbano: (dal passo del Sempione al lago Maggiore) fu potenziato lo sbarramento di Ornavasso prevedendo una linea di massimo arretramento all'altezza delle Cave di Candoglia così da poter sfruttare la difesa naturale offerta dai monti della val Grande.
Lo sbarramento della ferrovia del Sempione non venne modificato, perché se ne dava per certa l'occupazione nemica.
Alla postazione in caverna di Iselle fu assegnata mezza batteria (due pezzi) da 75 mm, con l'incarico di chiudere l'imbocco della galleria in caso di emergenza, interessante è che quando il rischio di invasione fu passato, questa rimase l'unica in dotazione al Comando fino alla fine del conflitto.
- Verbano-Ceresio: (da Luino a Porto Ceresio) la difesa fu realizzata su due linee, inizialmente furono attrezzate le posizioni del campo trincerato di Varese, e solo in un secondo tempo si decise di portarsi all'altezza della linea Luino-Ponte Tresa. La posizione avanzata di Monte Sette Termini, risultava comunque battuta in caso di abbandono delle artiglierie della seconda linea.
- Ceresio-Lario: (da Viggiù a Menaggio) si saldava al precedente punto, l'importanza di questa zona era tale che tutti i piani elaborati successivamente prevedevano, come primo obiettivo, allo scoppio delle ostilità, l'occupazione dell'intero Mendrisotto fino a Capolago.
Per questo si decise di concentrare il fuoco sulla diga-ponte di Melide, unica via di collegamento con Lugano.
Tale azione avrebbe consentito l'agevole occupazione del monte Generoso a protezione e sostegno del punto strategico dell'intero settore, la Sighignola.
Da Porlezza fino a Menaggio, la massiccia catena montuosa a sud della valle opponeva una sufficiente barriera naturale.
- S.Lucio-S.Jorio: l'occupazione delle caserme di confine fu prevista solo in caso di offensiva, il valico di S.Jorio, in particolare era già dall'epoca medioevale una via di comunicazione per chi provenendo da Milano, si dirigeva verso il Gottardo.
- Mera-Adda: questo settore proponeva la catena delle Alpi Orobie come limite di difesa a oltranza.
Lo sbarramento di Colico fu ritenuto insufficiente poiché la sua dislocazione, a livello del lago, poteva consentire al nemico di controbattere da una quota superiore con le artiglierie appostate sui vicini rilievi.
Furono quindi realizzati alti appostamenti a monte Legnoncino[4].

#### Concezione teorica
A causa della scarsa disponibilità di soldati, gli sbarramenti furono costruiti lungo una linea più arretrata che sfruttasse l'orografia del territorio, incuneandosi lungo le dorsali e gli avvallamenti nel confine. Nella concezione militare dell'epoca, si faceva ancora affidamento soprattutto sulla forza d'urto delle masse di soldati piuttosto che sulle nuove tecnologie, infatti la linea fu costruita soprattutto con trincee di prima linea in calcestruzzo, corredata da piattaforme su cui salire per sparare e da nicchie e ricoveri per la truppa e le munizioni.
I trinceramenti erano un susseguirsi di linee spezzate, spesso con angoli acuti per garantire la maggior protezione possibile allo scoppio delle granate, e a intervalli regolari presentavano nicchie "a campana" per il ricovero delle sentinelle in caso di maltempo. Numerosi tratti di trincea erano dotati di piccole ridotte, e di scalette per permettere al fante di uscire in caso di contrattacco, numerose poi erano le postazioni di mitragliatrice sottoterra.
Le batterie di cannoni presenti in trincea erano di tre tipi: in "barbetta", ovvero all'aperto e in posizione rialzata semi-protetti da un muretto, oppure protette in un bunker di calcestruzzo, e in "caverna" protette dalle stesse montagne, dove venivano inseriti i pezzi di maggior calibro, e dove si potevano trovare camere per le munizioni e per le truppe.

#### Tipologie e strutture delle fortificazioni

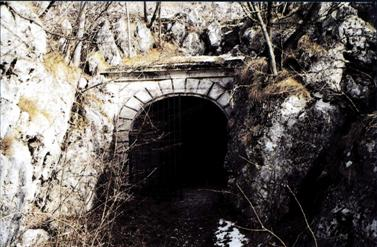
Ingresso di una postazione d'artiglieria presso Monte Orsa

Le fortificazioni della Frontiera Nord furono molto innovative e si differenziarono non poco dai metodi costruttivi in vigore fino ad allora: furono abbandonati i presidi isolati, vulnerabili ai grossi calibri, a favore di cupole corazzate in acciaio, opere campali semi-permanenti, postazioni in barbetta per mortai, obici e cannoni, e postazioni in caverna per mitragliatrice e artiglierie di medio calibro.
Furono progettati nidi per mitragliatrice, dato il largo utilizzo di questa nuova arma usata durante il primo conflitto mondiale, nidi sistemati in modo tale da assicurare un tiro coordinato in grado di battere aeree estese e proteggersi a vicenda.
Elemento a cui i progettisti fecero più affidamento furono le trincee, provviste di parapetto, feritoie riparate, ricoveri, da considersi vere e proprie opere semi-permanenti progettate in ogni particolare, secondo criteri ben precisi, di fattura ben diversa dalle trincee del fronte.
Per questo, a oltre 90 anni di distanza, molte di quelle trincee e di quei presidi sono arrivati fino a noi in ottime condizioni. Particolarmente in buono stato sono le trincee di Ornavasso (VB), Cassano Valcuvia e del monte Marzio in provincia di Varese.
In provincia di Como sono stati recuperate e messe a disposizione per la visita le seguenti strutture:
- il Fortino Monte Sasso (Fortino di Cavallasca) ubicato nel territorio del Parco della Spina Verde di Como nel Comune di Cavallasca, a poche centinaia di metri dal confine svizzero.
- Le architetture sul Monte Bisbino: una strada militare di 12 km da Rovenna alla vetta del monte (1916), cunicoli sotterranei, camminamenti e postazioni mimetizzate[7].
- La Crocetta di Menaggio in località Crocetta in posizione predominante sull'abitato del Comune di Menaggio. Su una postazione della Frontiera Nord, gli Alpini del Gruppo di Menaggio hanno edificato una chiesetta dedicandola «Ai Caduti di tutte le guerre». Su tutta la zona attorno al pianoro e al versante della montagna che volge al lago gli Alpini hanno recuperato con opere di pulizia e parziale ricostruzione di muretti a secco, trincee, camminamenti, postazioni di controllo, casermette di sosta.In zona più arretrata sono stati oggetto di recupero insediamenti che si crede siano serviti come dormitori, posti di ricovero e magazzini di vettovagliamento (è ancora visibile un servizio igienico). Anche nei pressi della Chiesetta gli Alpini hanno pulito e messo in sicurezza camminamenti e trincee.
- Cardina. La batteria alla Cardina è situata sull'omonima collina, immediatamente a nord- ovest della città di Como, fra i quartieri di Monte Olimpino, Tavernola e Sagnino. La batteria alla Cardina, è una installazione militare risalente alla prima guerra mondiale. Per batteria intendiamo un reparto di artiglieria costituito da 4 cannoni, dagli uomini, dai mezzi e dalle infrastrutture occorrenti al suo funzionamento. I lavori di recupero di alcuni tratti della Frontiera Nord sono stati effettuati dal gruppo Alpini di Monteolimpino.

Altri presidi molto ben conservati sono i locali per le artiglierie in caverna (spesso pezzi da 149/35 S. e Mod. 149A, e obici da 149/ta12); questi capisaldi per artiglieria, consistevano in una serie di vani scavati (4 o 5) nella roccia, collegati tra loro da cunicoli e gallerie, in modo tale da rendere tutta la struttura "immune" dagli attacchi di artiglieria nemica grazie allo spessore di roccia che proteggeva la struttura, che per questo motivo aveva al suo interno anche le polveriere.
Batterie in caverna particolarmente interessanti sono situate presso Plan Puitz a Saint-Rhémy-en-Bosses in Valle d'Aosta, del Monte Orsa vicino Viggiù, del Piambello, Varese, e di Locco Tocco in provincia di Lecco.

### La linea entra in servizio

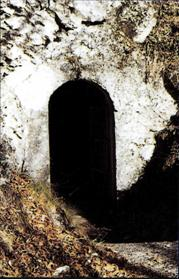
Ingresso di un posto di osservazione del Monte Orsa

Il sistema fortificato fu affidato al varesino, comandante della 5ª Armata, Ten. Gen. Ettore Mambretti che aveva il compito di proteggere il fianco sinistro dello schieramento difensivo italiano. A causa della mancanza di truppe, che nella quasi totalità erano impiegate al fronte, le postazioni e gli sbarramenti furono costruiti in posizioni più arretrate, in modo da poter sfruttare la conformazione del terreno. La 5ª Armata poteva disporre di 4 Corpi d'Armata (ciascuno su due divisioni), due Divisioni di cavalleria, una divisione schierata in Valle d'Aosta e 56 batterie di medio calibro.
Il 16 gennaio 1917 fu costituito il "Comando Occupazione Avanzata Frontiera Nord" (OAFN), stabilito a Varese a Villa Pfitzmajer, comandato dal tenente generale Clemente Lequio era alle dipendenze dirette della 5ª Armata con sede a Varese, atta a "vigilare lo stato confinante e studiare la concreta attuazione delle ipotesi formulate"; ipotesi che prevedevano il piano di difesa dei confini, con il supporto dei paesi alleati, supporto che fu deciso durante la Conferenza di Chantilly nel dicembre 1916.
Furono elaborati dal comando della 5ª Armata tre piani ipotetici, il "Piano A" che rappresentava il piano di difesa a oltranza con il supporto francese schierato in zona Arona-Gallarate; mentre gli altri due piani prevedevano un "balzo" offensivo fino ai passi di Monte Ceneri e del Bernina con la conseguente occupazione delle creste di confine nord del fiume Adda ("Piano B") o in alternativa la rescissione completa del saliente Ticinese ("Piano C).
In seguito a voci che vedevano la Svizzera legata alla Germania da un patto segreto inteso a danneggiare l'Italia, tutti i piani prendevano in considerazione una confederazione connivente col nemico, che avrebbe consentito il transito sul suo territorio o che addirittura avrebbe agito in modo offensivo nei confronti dell'Italia.
Nei primi mesi del 1917 le opere furono quasi totalmente ultimate, ma già a metà dello stesso anno le artiglierie vennero inviate in Veneto, assieme ai reparti della Milizia Territoriale. Il sistema fortificato passò quindi sotto il controllo di 6 battaglioni della Regia Guardia di Finanza. Dopo la rotta di Caporetto, anche questi 6 battaglioni furono inviati a integrare le difese del Piave, e la Linea Cadorna rimase così sguarnita fino alla fine del conflitto.
Il generale Mambretti, silurato da Cadorna, fu messo a capo dell'OAFN il 20 luglio 1917, in sostituzione del generale Lequio, il comando della 5ª Armata fu sciolto in quanto quello dell'OAFN era ritenuto più che sufficiente, nel maggio 1918 lo stesso Mambretti cedeva il comando al generale Novelli. Il 10 gennaio 1919, l'OAFN fu sciolto per sempre, e il sistema di fortificazioni lombarde abbandonato, restando però di pertinenza del demanio militare.

### La situazione nel dopoguerra

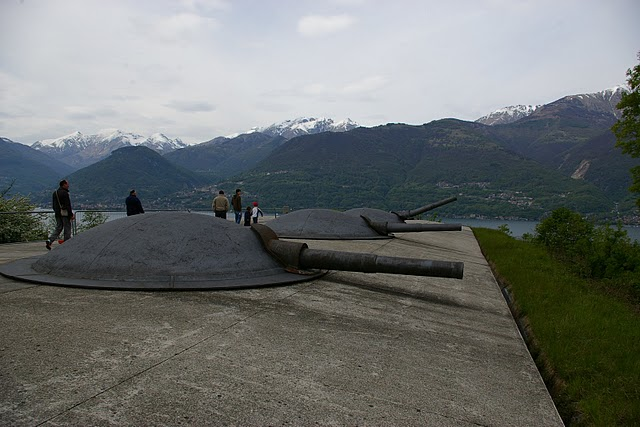
Forte Montecchio Nord a Colico

Negli anni trenta il Regime fascista incominciò la costruzione del Vallo Alpino e contestualmente deliberò dei lavori di manutenzione alle opere della Frontiera Nord. Un momento di attenzione la Frontiera Nord lo ottenne nel 1938, quando Mussolini pensò di invadere la Svizzera, forse per mostrare i muscoli ai tedeschi che da poco avevano annesso l'Austria. Venne quindi mandato al confine, sulla linea, il battaglione "Camicie Nere Como" di 700 uomini, ma poi l'ordine rientrò e il progetto fu abbandonato.
Nonostante il notevole impegno finanziario per la sua costruzione, e l'impegno degli oltre 20.000 operai, la linea non ebbe mai un impiego bellico, anche se alcune opere furono teatro di scontri tra i partigiani e reparti nazi-fascisti. L'unica azione di guerra a cui assistette la linea, fu il 13 novembre 1943 quando si svolse tra i bunker del Monte San Martino in Valcuvia la prima battaglia della Resistenza, nella quale le preponderanti forze nazi-fasciste ebbero la meglio sui partigiani del colonnello Croce.
Dopo la fine della seconda guerra mondiale le opere furono completamente abbandonate, e versano da oltre 60 anni in uno stato di abbandono, che ne ha sacrificato alcuni tratti giunti a noi molto mal conservati, che confermano ancora una volta l'inutilità difensiva di molte linee costruite nel Novecento.

## Settori e postazioni di batteria
Settore I Verbano-Toce
- 1 Bettola

postazione per cannoni da 149A
- 2 Ornavasso

postazione per mortai da 210mm
- 3 cava del Duomo

postazione in caverna per cannoni da 149A
- 4 Passo Pian del Puss

postazione per obici da 210mm
- 5 Spalavera

postazione per cannoni da 149A
- 6 Il Colle

postazione per mortai da 210mm
- 7 Pian Cavallo

postazione per cannoni da 149A
- 8 Morissolo

appostamento incaverna
- 9 Monti di Viggiona

postazione per cannoni da 149A
- 10 Viggiona

postazione per mortai da 210mm
- 11 Piazza Grande

postazione per cannoni da 149A
Settore II Verbano-Ceresio
- 12 S. Giovanni

postazione per cannoni da 149A
- 13 Casa Dario

postazione per cannoni da 149G
- 14 Quota 825

postazione per cannoni da 149G
- 15 Quota 931

postazione per cannoni da 149A
- 16 Quota 954

postazione per mortai da 210mm
- 17 Quota 972

postazione per cannoni da 149G
- 18 Nord q. 916

postazione per mortai da 210mm
- 19 Il Colle

postazione per cannoni da 149A
- 20 Alpe di Prà

postazione per cannoni da 149G
- 21 C. Scolari

postazione per mortai da 210mm
- 22 Forcorella di Marzio

postazione in caverna per cannoni da 149A
- 23 La Canonica di Brezzo

postazione per cannoni da 149A
- 24 C. Molina

postazione per cannoni da 149G
- 25 C. Fiorini

postazione per cannoni da 149
- 26 S.Martino in Culmine

postazione per cannoni da 149A
- 27 Villa dei Paradisci

postazione per mortai da 210mm
- 28 M.Piambello nord

postazione per cannoni da 149G
- 29 M.Piambello sud

postazione per cannoni da 149A
- 30 M. Piambello

postazione per cannoni da 149A
- 31 Bocchetta Stivione

postazione per mortai da 210mm
- 32 Bocchetta Frati

postazione per cannoni da 105mm
- Il settore inoltre possiede decine di appostamenti per la fanteria

Settore III Ceresio-Lario
- 33 Il Castello nord

postazione per cannoni da 149G
- 34 Il Castello sud

postazione per cannoni da 105mm
- 35 C. Roncaglia

postazione per obici da 210mm
- 36 M. Orsa

postazione per cannoni da 149A
- 37 M. Bisbino

postazione per cannoni da 149G
- 38 C. Tamburo

postazione per cannoni da 149A
- 39 Alpe di Casasco

postazione per cannoni da 149G
- 40 C. Tamburo

postazione per cannoni da 149A
- 41 Alpe di Casasco

postazione per obici da 210mm
- 42 C. Monticelli sud

postazione per cannoni da 149G
- 43 C. Monticelli nord

postazione per obici da 210mm
- 44 C. Matta

postazione per cannoni da 149G
- 45 C. Maggio

postazione per mortai da 210mm
- 46 C. Soldano

postazione per cannoni da 149G
- 47 Pietra Fessa

postazione per mortai da 210mm
- 48 C. Gregoriano

postazione per cannoni da 149G
Settore IV S.Lucio-S.Iorio
- Questo settore presentava solamente appostamenti per fanteria a C.a Pianchetta, Dosso Brenta e a A.Nardala.

Settore V Mera-Adda
- 49 C. Nigare

postazione per cannoni da 149G
- 50 C. Ponaggio

postazione per mortai da 210mm
- 51 Alpe di Ponna

postazione per cannoni da 149A
- 52 A. di Lenno

postazione per cannoni da 149G
- 53 C. Nava

postazione per mortai da 210mm
- 54 Castel Vezio

postazione per cannoni da 149A
- 55 Loco Tocco

postazione per cannoni da 149A
- 56 A. Lete

postazione per mortai da 210mm

## Gli itinerari

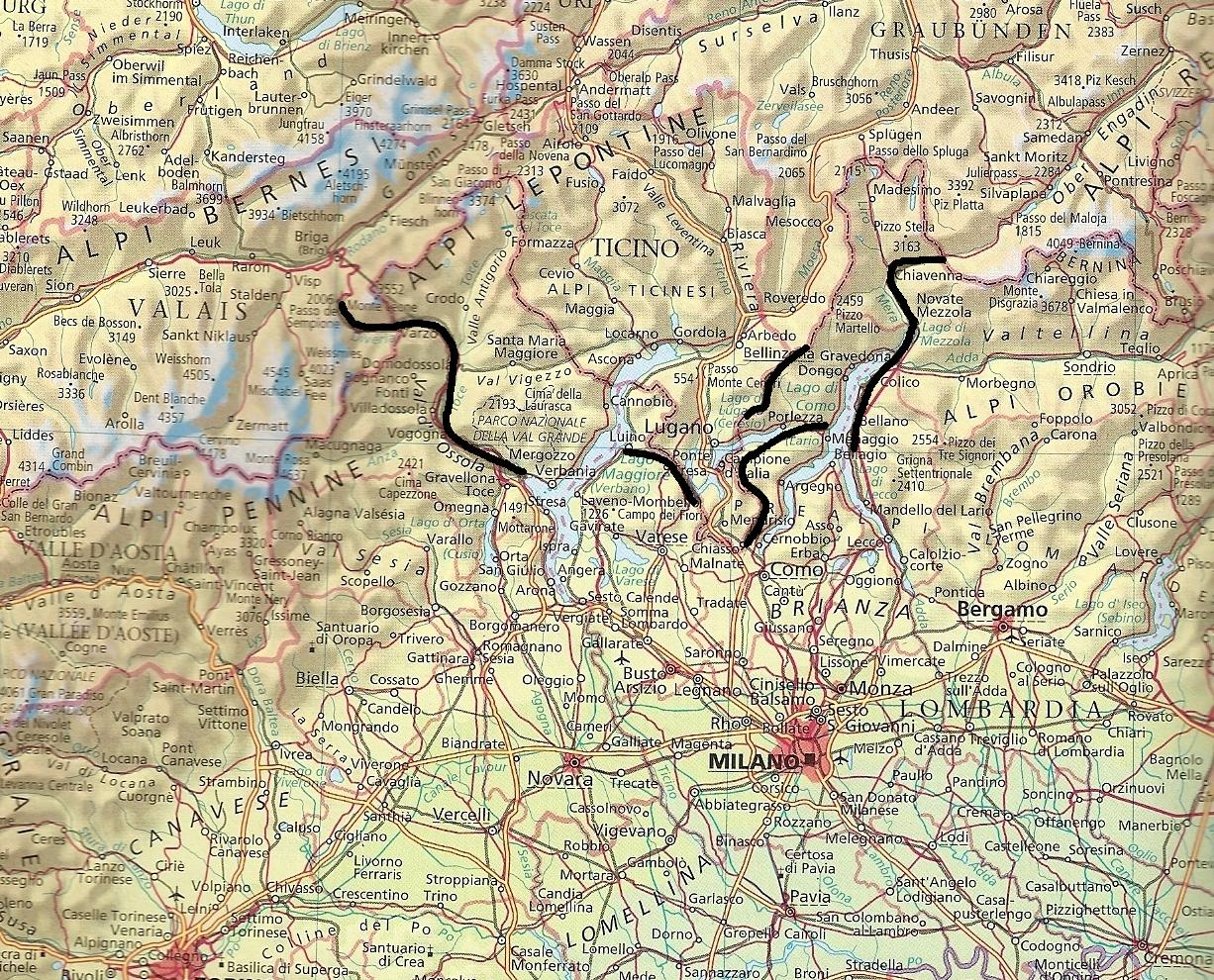
Dislocazione dei principali settori difensivi

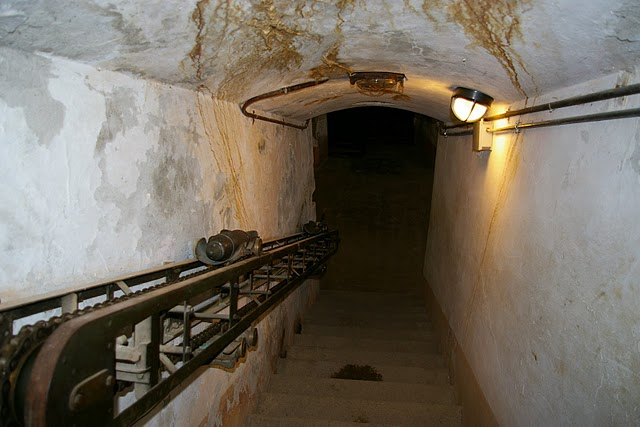
Tunnel interno, presente ancora vari meccanismi interni, del Forte Montecchio Nord a Colico.

Negli ultimi anni, dopo un lungo periodo di abbandono pressoché totale, questi manufatti sono stati oggetto di un rinnovato interesse, soprattutto da parte di organizzazioni locali che hanno promosso una serie di iniziative volte a valorizzare questo patrimonio da un punto di vista divulgativo, paesaggistico ed escursionistico.
In molte località sono sorti itinerari guidati che ripercorrono i luoghi ove sorgevano le fortificazioni più interessanti della linea difensiva e che consentono anche di fruire della natura e del paesaggio circostante.
Alcuni itinerari significativi sono:
Santa Maria del Monte - monte Tre Croci - Campo dei Fiori - forte OrinoEscursione che permette di visionare le postazioni in barbetta con cannone del Monte Tre Croci, la batteria di Forte Orino, e vari resti di camminamenti, con una maestosa visuale sul Lago Maggiore.
Viggiù - monte Orsa - monte PravelloPercorso alla scoperta delle fortificazioni di monte Orsa e Pravello.
Porto Ceresio - Borgnana - Cuasso al Monte - monte Derta - bocchetta StivionePercorso diviso in due anelli, che permettono di visionare il Picco della Vedetta mentre per il secondo anello porta alle Rocce Rosse e monte Derta col suo osservatorio.
Marzio - Forcorella - monte Piambello - Bocchetta dei FratiOsservatori, trincee, camminamenti, postazioni mitragliatrici e piazzole per l'artiglieria, il summit della Linea Cadorna.
Viconago - Bocca di Noogh - San Paolo - monte La Nave - alpe PròPermette di osservare gli osservatori di Monte La Nave e Alpe prò; con le loro trincee e postazioni per mitragliatrice dell'Alpe Cognolo, inoltre la caserma dell'Alpe Paci, itinerario ottimo per conoscere la linea.
Montegrino Valtravaglia - monte Sette TerminiItinerario conduce in vetta al gruppo montuoso dei Sette Termini, e permette di visitare trincee, osservatori, postazioni per arma automatica e batterie blindate; con flora e fauna suggestive che accompagnano il percorso.
San Michele - Cascina Profarè - monte Pian NaveAlla scoperta dell'osservatorio in caverna di Monte Pian Nave percorrendo la strada militare che collega con San Michele, suggestiva.
Cassano Valcuvia - Vallalta - monte San MartinoAlla scoperta del ridotto di San Giuseppe, dei camminamenti e delle trincee a Vasighée e Buss Bocc e della Caserma Cadorna.
Monte Galbiga - Rifugio Venini - monte di Tremezzo
Dervio - monte Legnone
Colico (LC) - Forte Montecchio NordVisita ai forti di Colico, ancora ben conservati, dove si possono vedere ancora 4 cannoni 149.1 Schneider ancora perfettamente efficienti.
Cavallasca (CO) - monte Sasso
Oggebbio, Aurano (VB) - monte Morissolo - monte Spalavera - monte Vadà - monte ZedaÈ interessante notare la geometria delle fortificazioni. Soprattutto a Viggiù e Porto Ceresio un ipotetico nemico doveva sempre essere visibile (e quindi in linea di fuoco diretta) da almeno 2 mitragliatrici (ognuna in un diverso nido, composto da 3 mitragliatrici) e da 15-20 postazioni di fucilieri.